# Un Estrany Poder
Un Estrany Poder és el quart àlbum d'estudi del grup català Els Amics de les Arts. Es va publicar el 24 de Febrer de 2017. Va ser produït, gravat i mesclat per Tony Doogan i masteritzat per Greg Calbi (Sterling Sound NYC).
El primer senzill en presentar-se va ser El Seu Gran Hit, que van penjar a les plataformes digitals el 20 de Gener de 2017.
L'àlbum compta amb 12 cançons i amb la col·laboració amb l'Orquestra Nacional de Catalunya en les cançons "La llum que no se'n va" i "El Vent Tallant". Hi col·labora també el grup Quartet Mèlt en les cançons "Salvador" i "Casa en Venda".

## Llista de Cançons
| Núm. | Títol                            | Durada |
| ---- | -------------------------------- | ------ |
| 1.   | «Les Coses»                      | 3:45   |
| 2.   | «30 Dies Sense Cap Accident»     | 4:35   |
| 3.   | «Apologia de la Ingenuïtat»      | 3:27   |
| 4.   | «Primer en la Línia Successòria» | 4:38   |
| 5.   | «Un Estrany Poder»               | 4:53   |
| 6.   | «La Llum Que No Se'n Va»         | 4:34   |
| 7.   | «Salvador»                       | 4:24   |
| 8.   | «No Ho Entens»                   | 4:27   |
| 9.   | «Casa en Venda»                  | 4:57   |
| 10.  | «El Seu Gran Hit»                | 3:46   |
| 11.  | «Suïssa»                         | 4:42   |
| 12.  | «El Vent Tallant»                | 4:40   |